# غیرنظامی

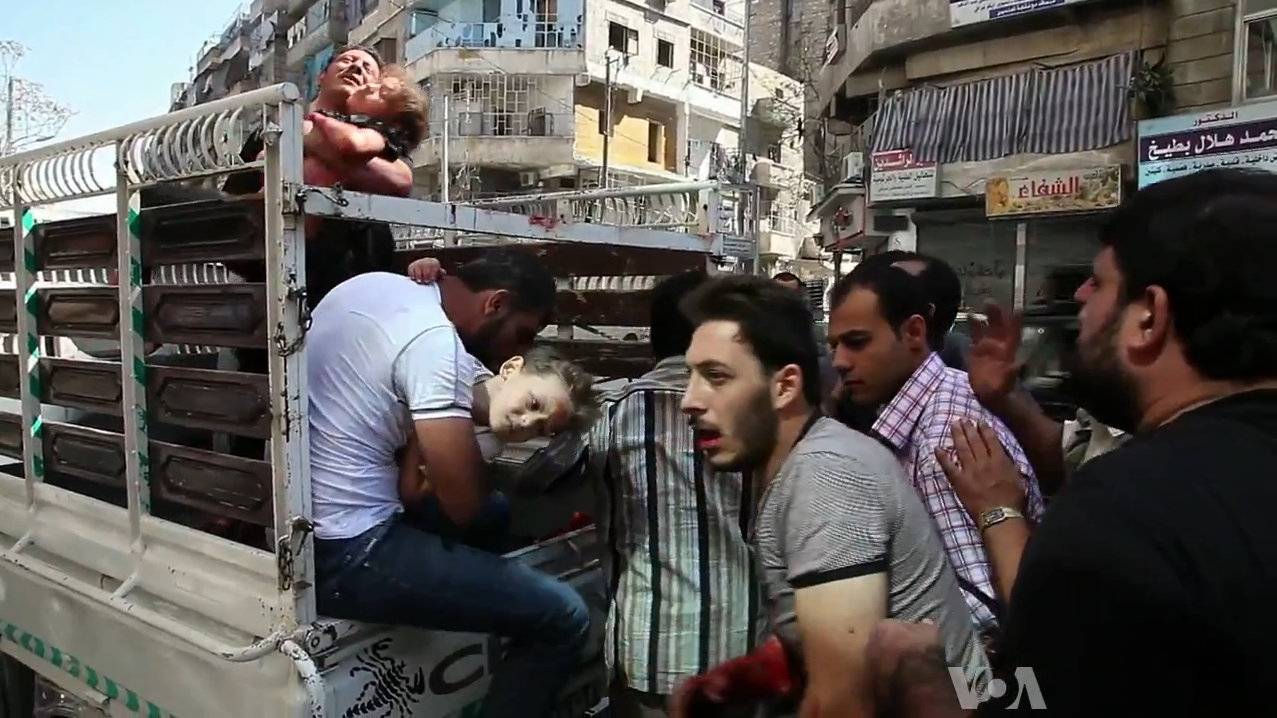
غیرنظامیان زخمی که در طی جنگ داخلی سوریه، به بیمارستانی در حلب منتقل می‌شوند؛ اکتبر ۲۰۱۲.

یک فرد غیرنظامی (در فارسی افغانستان: مُلکی)، طبق قوانین حقوق بین‌الملل بشردوستانه، شخصی است که عضو هیچ نیروی نظامی‌ای نیست و هیچ نقش خصومت‌آمیزی در وضعیت جنگی ندارد. فرد غیرنظامی، متمایز از افراد جنگجو است. چنین اشخاصی در دستهٔ افراد غیرجنگجو به حساب می‌آیند و تحت درجه‌ای از حمایت‌های قانونی در برابر تأثیرات شرایط جنگی و اشغال نظامی هستند.